# Українофобія

Наслідки акту наруги над пам'ятником Героям Крут 21 травня 2007 року. Вандали облили пам'ятник жовтою фарбою й обписали антиукраїнськими гаслами та лайкою.

Українофо́бія (україноненависництво, антиукраїнізм, україножерство) — різновид ксенофобії, агресивне несприйняття існування України, її суверенітету та української нації, форма зверхності, ірраціональна і злісна ворожість до України як держави, до українців як народу, а також їхньої культури, мови та історії, традицій та менталітету, ненависть до всього українського, вороже ставлення до українства та всіх виявів української національно-культурної самобутності, заперечення існування української нації.

## Спектр тлумачень терміна
У законодавстві України поняття українофобії визначається наступним чином:
|  | "Українофобія — дискримінаційні дії, публічно висловлені заклики, у тому числі в медіа, у літературних та мистецьких творах, що заперечують суб’єктність Української держави, української нації, боротьбу проти підкорення, експлуатації, асиміляції Українського народу, а також правомірність захисту політичних, економічних, культурних прав Українського народу, розвитку української національної державності, науки, культури, зневажають питомі етнокультурні ознаки українців, ігнорують українську мову та культуру". |

Український вчений Олександр Музичко дав таке тлумачення поняття:
|  | Українофобія – система поглядів та дій, що мінімізують, заперечують чи нівелюють їх вплив на суспільно-політичні та культурні процеси, суб’єктність Української держави, консолідацію українського народу та нації, питомі етнокультурні ознаки та уявлення українців, державотворчий потенціал українців, агресивно нав’язують українцям не традиційні для них етнокультурні риси або ігнорують українську мову та культуру, державно-національні символи. Українофобія є головним чинником денаціоналізації та дискримінації українців в Україні та поза її межами. Є складовою поглядів та діяльності частини не-українців та політико-державних еліт. Українофобія (власне страх перед всім національно-українським) властива частині зденаціоналізованих українців як відображення їх психічної травми, засіб уникнення дискримінації. Засобами реалізації українофобських принципів є інформаційна війна проти носіїв україноцентричного образу історії, культури, релігії, створення власних груп підтримки всередині своїх країн та зовні — професійних українофобів, дискредитація борців проти українофобії, борців за права українців, поширення серед українців негативних автостереотипів, нацьковування не-українців на українців, маніпуляція загальними гуманістичними принципами. |

Законопроєктом № 2342-1 «Про внесення змін до деяких законодавчих актів України щодо запобіганню та протидії дискримінації в Україні» поданого 5 березня 2013 року народними депутатами від ВО «Свобода» Ігорем Мірошниченком та Олександром Мирним, українофобію запропоновано законодавчо закріпити як «форму дискримінації, яка полягає в рішеннях, діях або бездіяльності, спрямованих на приниження України як держави, української нації, культури, мови, історії та традицій.».
Українофобія є різновидом ксенофобії — ненависті до незнайомого чи чужого — і спостерігається серед народів, які жили в контакті з українцями в колишньому СРСР чи інших місцях. Українофобія — є таким самим проявом нетолерантності, як і будь-які прояви нацизму, расизму, шовінізму.
Українофобія відрізняється від інших національних фобій переважно своєю інтенсивністю. Інколи українофобія використовується як засіб для відволікання від реальних проблем. Українофобія у більшості випадків — це «не проста „насмішка“ над українською нацією, а щире бажання їй зла». Українофобські настрої також підживлюються і розпалюються в рамках великих геополітичних проєктів. Українофобія є формою великодержавної агресії, яка раніше кваліфікувалася в політичній літературі як великодержавне хамство й насильство щодо тих народів, котрі становлять корінну більшість.
Українофобія є явищем того самого порядку, що й антисемітизм, але на відміну від нього, українофобія — явище більш політичне і здебільшого характерне для людей, що проживають в Україні і не сприймають її.
Українофобія й антиукраїнізм є близькими поняттями, але українофобія ближче до психічної сфери, а антиукраїнізм — це більш концептуальне поняття і зводиться до політики.
Українофобія — явище не нове. Термін «українофобія» зустрічається в статті Сергія Єфремова «Українське життя 1912-го» ще в 1912 році. Втім, слово «українофобія» молодше за його прояви. Окреслюючи та описуючи явище неприязні, іноді — ненависті до українців фактично в категоріях, властивих українофобству, українські діячі доволі не часто вживали саме слово до початку XX століття і вже дещо частіше — починаючи від 1905—1907 років. З середини XX століття це поняття було забуте в СРСР, перемістившись у середовище української діаспори, звідки переважно повернулося в Україну в 1990-х.

## Прояви

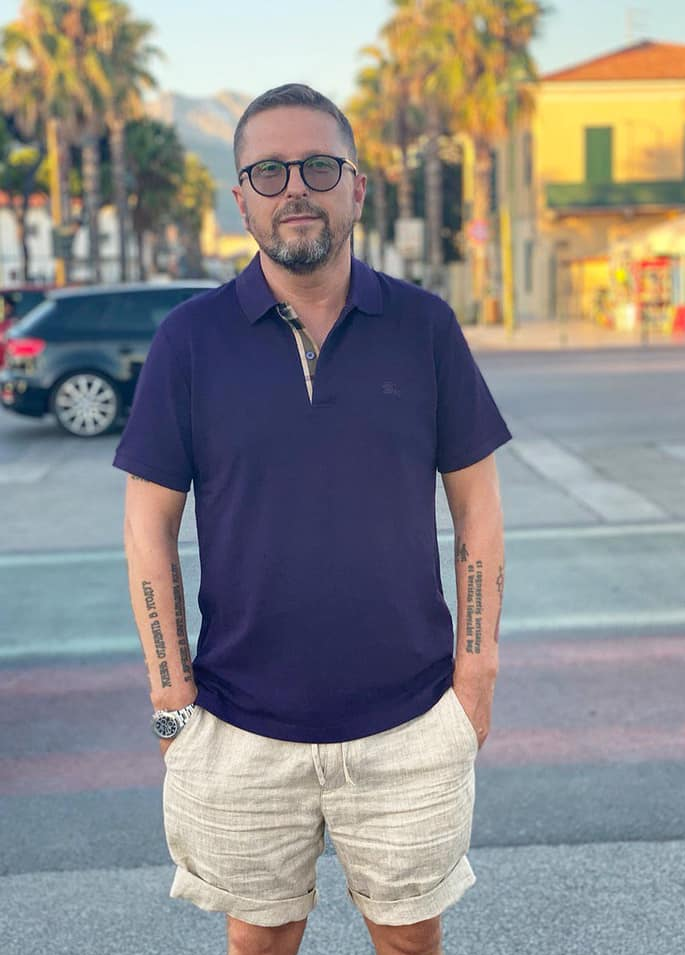
Анатолій Шарій — популярний серед росіян блогер з антиукраїнською спрямованістю

Ненависть до українців проявляється у різноманітних формах та проявах: у використанні образливих етнонімів, у стереотипному приписуванні цілому народові окремих, негативних рис та навіть у запереченні українцям права на саме існування, як окремого етносу, неприйнятності факту, що українці — це окремий народ та дратуванні фактом, що хтось вважає себе українцем. Українофоби намагаються представити цілий народ, націю у карикатурному вигляді, приписати цілому народові такі риси поведінки, які можуть бути притаманні лише конкретній людині. Українофоби стверджують, що «всі українці якісь не такі: жеруть лише сало, жадібні, запроданці, хитрі»… І.Дзюба вважає, що неодмінна в російських українофобів «знущальна» згадка про «хохлацьке» сало є неусвідомленим виявом специфічної закомплексованості на ньому та компенсацією глибокої кривди, втрати. Твердження про те що нібито слово «Україна» походить від «окраїни» є улюбленою тезою всіх українофобів від історії, а в нормативному підручнику для царських гімназій професора Іловайського це подавалося як незаперечна істина.
Проявом українофобії є «рускій мір» в Україні на різних рівнях: на клерикальному чи політичному.
Виділяють такі рівні проявів українофобії:
- соціально-психологічний — зневажливе, нетерпиме ставлення до всього українського, особливо до мови;
- ідейно-політичний — «обґрунтування» тези про «найвищу» розвиненість «великого і могутнього російського народу» і відмирання «селянської української нації» — саме на цій основі й здійснюється російськомовна експансія, роздмухування і організація різного роду пропагандистських антиукраїнських кампаній під гаслами необхідності державної двомовності; свідоме применшення масштабу українофобії та спроба трактувати цей термін вузько в порівнянні з його вікіфікованим значенням.
- соціальна практика — блокування заходів щодо українського національно-культурного відродження.

### Побутова українофобія

Приклад побутової українофобії та використання глузливих етнонімів стосовно українців

Побутова українофобія є таким же проявом ксенофобії, як і інші прояви немотивованого страху чи ненависті стосовно чужинців чи чужорідних, незнайомих явищ, як і інші форми расизму. Ксенофобія у такій формі притаманна, як правило, але не винятково, малоосвіченим, малокультурним прошаркам населення і обумовлена передусім невіглаством, або специфічними стереотипами окремих культур. Така українофобія має прояви, як правило, у зневажливому або відверто ворожому ставленні до українців у тих регіонах, де вони контактують з представниками інших націй.
Побутова українофобія проявляється перш за все у використанні образливих етнонімів та зневажливих прізвиськ, у глузливому ставленні до української культури, мови, традицій тощо. Використання зневажливих і евфемістичних позначень для українців є найпоширенішим серед народів, з якими українці мали довшу історію спільного проживання. На побутовому рівні стосовно українців, наприклад на теренах колишнього СРСР та Росії найбільше використовується така презирлива назва, як «хохли». В деяких регіонах така зневажлива назва поширена навіть більше ніж нормативна назва українців. Наприклад, в Росії використання зневажливих етнонімів стосовно українців поширено навіть в друкованій пресі, кіно та на телебаченні, що викликає занепокоєння українців Росії:.
|  | «Новосибірськ, 29 січня 2006 р. національно-культурна автономія українців міста Новосибірська (НКАУ) розповсюдила заяву з пропозицією провести в Росії і в Україні кампанію суспільного осуду журналістів, які розпалюють в ЗМІ національну ворожнечу і ненависть. НКАУ м. Новосибірська вважає, що зміст і публікація нижче перерахованих творів в ЗМІ РФ найбільш принижує національну і людську гідність етнічних українців, що проживають в Російській Федерації. На першому місці статті головного редактора групи ділових журналів «ІД Родіонова» Георгія Бовта («Війна з хохлами» від 16.01.2006 і «Хохли як двигун прогресу» від 18.04.2005), опубліковані на www.gazeta.ru. На другому місці спецпроєкт РІА «Новий Регіон» від 18.01.2006 (генеральний директор проєкту Олександр Щетінін, головний редактор Юлія Шатова) «Що сибірякові дарма, для хохла – смерть», розміщений на www.nr2.ru. На третьому місці стаття тележурналіста Михайла Леонтьєва («Україна – наша країна, і там повинні бути наші політичні сили» від 13.01.06), опублікована на www.km.ru.» |

Сюди ж відноситься ставлення до українців, як до «молодших братів», що живуть коштом інших, приписування цілому народові окремих негативних ознак, таких як жадібність, підступність та інші. Побутова українофобія також проявляється у зловтісі з приводу кризи української політики чи економіки, з приводу, наприклад, програшу українців у матчі з футболу.
До проявів побутової українофобії слід віднести пейоративний етнонім «бандерівці (бандери)» (від спотвореного прізвища Степана Бандери), який поширився після Другої світової війни, аналогічний поширеним у XVIII столітті прізвиську «мазепинці» та у XX столітті прізвиську «петлюрівці»

### Концептуальна українофобія
На відміну від побутової, концептуальна українофобія не обмежена класовими, становими рамками чи рівнем культури. Вона частіше являє собою досить складну систему уявлень про Україну, українців, українську мову і культуру, як ворожий конспіративний проєкт, як вигадане або штучне явище, спрямоване проти інших. Такий тип українофобії найбільше поширений у Росії, де під впливом націоналізму ідеї вигаданості та штучності існування України набувають дедалі більшої популярності. Деякі політики в Росії ставляться до України, як до частини Росії і заперечують саме існування українського народу, як окремого етносу:
|  | Вже сьогодні нам необхідно зайняти жорстку позицію, що південноросійські, малоруські землі — невіддільна частина російської держави, що немає ні «українського» народу, ні «української» мови, що все це ідеологічні фантоми.. |

Корені концептуальної українофобії спостерігаються ще з часів Російської імперії, коли прагнення українців користуватися власною мовою чи самим вирішувати проблему державотворення розглядалося як сепаратизм і змова ворогів Росії. В цьому світлі перевага віддавалася архаїчній назві України — Малоросія, а українська мова сприймалася тільки як малоросійський діалект або як вигадана і штучна мова, спеціально створена для руйнування Росії. З цієї причини Російська імперія з ініціативи місцевих поборників імперії запроваджувала цілу низку дискримінаційних законів проти української мови (Валуєвський циркуляр, Емський указ) і намагалася таким чином зупинити ріст національної свідомості українців.

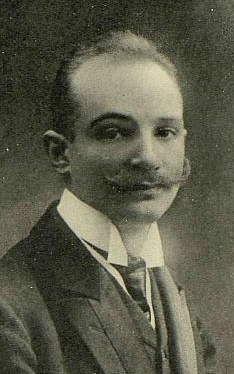
Василь Шульгін.

Відомими ідеологами концептуальної українофобії були Василь Шульгін, який, окрім антисемітських творів, ще написав у 1939 р. українофобську монографію рос. «Украинствующие и мы», та Микола Ульянов, який висловлював такі ж ідеї у праці «Походження українського сепаратизму» (1966). Обидва автори не тільки відмовляють Україні та українцям у праві на існування, але й називають Україну та українців вигадкою Польщі та Австрії. Вони були адептами  загальноросійської ідеї, яка заперечує право українців бути окремим народом від росіян. Ці українофобські твори не тільки передруковуються зараз у Росії, але й доповнюються новими доробками антиукраїнських теорій, де тепер, на відміну від попередніх тверджень, «творцями» України проголошуються не конкретні держави, а увесь Захід:
|  | Створення на межі з Росією, з території Росії, на базі етнічних росіян, «наряджених» в «українців», «незалежної» русофобської держави — це Великий Антиросійський Проєкт, розроблений і проведений Заходом. |

Давньою мрією українофобів є надання російській мові статусу державної, деякі науковці стверджують, що «менше ніж на ліквідацію української держави українофоби не погодяться».

## Українофобія як прояв ненависті до українських національних героїв

### Мазепофобія
1708 року Православна російська церква наклала анафему на Івана Мазепу гетьмана Війська Запорозького. Анафема була накладена за наказом російського царя Петра І у зв'язку з тим, що Іван Мазепа, переслідуючи інтереси українського козацтва, перейшов на бік шведського короля Карла XII в ході Великої Північної війни. В українській історіографії та пресі ця анафема розглядається як один з етапів боротьби російського царату з українською державністю. Українські церкви — Українська православна церква Київського патріархату, Українська православна церква Канади, Українська греко-католицька церква не визнають цю анафему і продовжують служити молебні за упокій душі Мазепи. У вересні 2018 року Вселенський патріарх і синод Константинопольської церкви зробили заяву, що вони ніколи не визнавали дійсною анафему на Івана Мазепу, тому що вона була накладена суто з політичних мотивів.

### Шевченкофобія
Важливою складовою частиною концептуальної українофобії є шевченкофобія. Її «піонером» у сучасній Україні, за словами Івана Дзюби, був київський журналіст Олесь Бузина, який 2000 року видав книгу «Вурдалак Тарас Шевченко» .

### Петлюрофобія
Разом з шевченкофобією, однією з основних концептуальної українофобії є петлюрофобія, що походить від прізвища військового отамана УНР Симона Петлюри. Найбільше вона проявлялась після утворення СРСР, особливо найпоширенішими були наративи про антисеміта Петлюру причетного до єврейських погромів за часів існування УНР. Цей наратив особливо був поширений під час Процесу Шварцбарда, судом над єврейським поетом, який здійсним вбиство Петлюри в Парижі під приводом помсти за погроми. В той час за Самуїлом Шварцбард заступалися комуністичні та єврейські спільноти, разом з лауреатами Нобелівських премій: Анрі Бергсон, Ромен Роллан та Альберт Ейнштейн, громадськими політичними діячами та пропагандистами комуністичного руху: Анрі Барбюс, Максим Горький, Поль Ланжевен та Олександр Керенський. Петлюробія також проявлялась у радянському кінематографі. Одним з найбільших прикладів став фільм "Пілсудський купив Петлюру" (П.К.П).

### Бандерофобія
Визначення терміну «бандерофобія» (разом із ґрунтовним аналізом проблеми, як зазначив один із засновників Народного Руху України, астрофізик, доктор фізико-математичних наук етнічний єврей Леонід Шульман) дав доцент кафедри культурології Києво-Могилянської державної академії, політолог, публіцист, журналіст, кандидат філософських наук, член Національної спілки журналістів України, етнічний росіянин Ігор Лосєв у статті «Явище „бандерофобії“ в російській свідомості», опублікованій 2001 року в четвертому номері журналу «Сучасність».
Бандерофобія — явище, за Лосєвим, яке належить до числа фундаментальних, базових конструкцій російської ментальності в її ставленні до України та українців, і яке в російській свідомості має мало спільного з бандерівщиною як реальним феноменом української історії, тобто йдеться про специфічну російську модель тлумачення цього руху, яку можна визначати як міф, складову інших російських міфів на українську тематику. В свідомості, а ще більше в підсвідомості деяких росіян, історична реальність перетворилася на символ, що живе своїм автономним від істини життям. Цей символ надзвичайно активно використовується у багатьох публікаціях, що мають за мету створювати негативний імідж України, окремих її регіонів та політичних сил. Лосєв стверджує, що символ «бандєровца» постає у сприйнятті росіянина на підсвідомому рівні як свого роду «анти-ідеал» України, як втілення «поганої України» — це, на його думку, модель найгірших рис українця, як їх собі уявляє російська свідомість. Тип «антиросійський», за визначенням, саме через своє українство, через максимально різкий і непоступливий прояв, маніфестацію свого українства у формах, що принципово за своїм характером зіставні з формами демонстрації «російськости» росіянином як представником державного народу.
З метою пропаганди цей символ також застосовується на теренах України.
Термін в основному використовується в публіцистиці, де, наприклад, зазначається, що бандерофобія вкрай сильна в російському суспільстві, і в риториці політиків — переважно з ВО «Свобода». Так, член Політради ВО «Свобода» Ігор Мірошниченко називає «бандерофобами» тих, хто боїться Степана Бандеру, а лідер ВО «Свобода» Олег Тягнибок заявив, що «„бандерофобія“ — це не просто боязнь тіней минулого. Суть в іншому. Декого тяжко жахає те, що дух Бандери матеріалізується сьогодні».

#### У Росії
Ігор Лосєв вважає, що явище бандерофобії належить до фундаментальних, базових конструкцій російської ментальності в її ставленні до України та українців. Він пояснює це тим, що «бандєровщина» в російській свідомості має мало спільного з бандерівщиною як реальним феноменом української історії, що дає підстави говорити про специфічну російську модель тлумачення цього руху, яку можна визначати як складову інших російських міфів на українську тематику. Лосєв визначає, що практично в усіх російських текстах щодо «бандерівщини», навіть у тих, котрі мають претензію на академічність, панує істерично-звинувачувальний тон. «Бандєровєц» постає у сприйнятті пересічного росіянина на підсвідомому рівні як втілення «поганої України» і є моделлю найгірших рис українця, як їх собі уявляє російська свідомість. Образ «бандєровца», який має викликати страх, ненависть й огиду на рівні фізіологічних рефлексів, надається до антиукраїнської пропаганди як свого роду «страшилка» для етнічних росіян у Російській Федерації та Україні і для певної частини українців Сходу й Півдня. Лосєв вважає, що росіяни схильні приписувати «бандєровцам» ту ворожість до себе, яку вони самі відчувають до свідомих у національному сенсі українців, і тоді теза «ми їх ненавидимо» міняється на зручнішу й психологічно більш виграшну — «вони нас ненавидять».
Історик Євген Наконечний зазначав, що, заперечуючи право українського народу на власну державу, в Росії з ненавистю стали називати іменем Бандери цілу західну гілку українського народу і взагалі всіх патріотів, для яких метою боротьби була вільна, самостійна, соборна Україна. Він стверджував, що для українофобів навіть українська мова зробилася «бандерівською». Для підтвердження цієї тези Наконечний наводив слова директора Інституту країн СНД Костянтина Затуліна, який сказав, що незалежна Україна зовсім не «братня слов'янська держава, а політично у найвищий спосіб організована бандерівщина, а бандерівець — не брат росіянину».

#### В Україні
Ігор Лосєв зазначає, що на теренах України символ «бандєровца» є наріжним каменем усієї пропаганди лівих та проросійських партій і організацій, що прислужується меті протиставлення західних і східних регіонів держави, залякування російського та російськомовного населення сходу й півдня якоюсь жахливою, жорстокою, невідомою, а тому ще страшнішою силою. Академік етнічний українець Микола Жулинський вважає, що явище «бандерофобії» присутнє не лише в російській свідомості, як пише Ігор Лосєв, але й у свідомості українській, особливо на Сході України.

### Галичанофобія
У книжці «Прокислі „щі“ від Табачника. Галичанофобія — отруйне вістря українофобії» академік Іван Дзюба вводить поняття «галичанофобія» на прикладі Дмитра Табачника, міністра освіти і культури у 2010—2014 роках, ненависть якого до України на думку академіка вибіркова. І. Дзюба вважає, що в «галіційстві» яскраво й вичерпно проявляється те власне українське, чого так не любить пан Табачник, і це дає автору право фактично ототожнити галичанофобію і українофобію. І. Дзюба стверджує, чого пан Табачник терпіти не може в «галіційстві», — це саме і є, власне, національно українське. Академік вважає проявом галичанофобії «думку Табачника та його керівників-регіоналів» про те, що південно-східні українці, які вважають рідною спільну російсько-українську культуру, і ті, хто вітає відкриття пам'ятників СС «Галичині» не є представниками єдиної нації. Вчений Володимир Панченко також зауважує, що статті Дмитра Табачника буквально переповнені лютою галичанофобією.
На думку Івана Дзюби, галичанофобія, яку намагаються «розпалювати не тільки деякі партійні боси та їхні речники, а й головний ідеолог однієї великої партії, межує з расизмом». Також він робить висновок, що галичанофобія висвітлює весь фальш так званої «слов'янської ідеї», адже від слов'янства відсікають цілі слов'янські народи.

## В Україні
Ще в часи Першої світової війни Сергій Єфремов засуджував грубу українофобську, русифікаторську політику російської військової адміністрації на окупованих західноукраїнських землях.
Одним з проявом українофобії науковці вважають придушення політики українізації, яка здійснювалась у 20-30-ті роки XX століття. У 1923 р. секретар ЦК КП(б)У Д. З. Лебідь висунув теорію «боротьби двох культур». Згідно з нею українська мова і культура визнавалися як селянські, відсталі, а російська — як пролетарська, а отже, передова. Ця теорія стала ідеологічною платформою для поширення українофобії, скоро українофоби на місцях почали вдаватися до відкритого бунту проти українізації. В Миколаєві, наприклад, деякі батьки учнів трудової школи № 15 висунули ультимативну умову: якщо перша група не буде російськомовною, то діти не підуть до школи. Окружна інспектура намагалася досягти компромісу з батьками-бунтівниками. Але чим більше їм йшли на поступки, тим більше вимог висували українофоби. Вони писали безпідставні скарги до урядових інстанцій, у тому числі Голові Президії ВУЦВК Г. Петровському. Компетентні державні органи не давали принципової обґрунтованої оцінки цим явищам, що було явним потуранням українофобам, сприяло їх подальшій активізації. Навіть прямі образи, за котрі й за тодішнім законодавством винних потрібно було притягати до відповідальності, українофобам сходили з рук. Наприклад, службовець Новиков цинічно заявляв, що «українська мова — це собача мова». Знайшлось багато захисників, у тому числі й у Наркомосвіті, у професора Одеського інституту народного господарства П. М. Толстого, котрий на засіданні відомчої комісії інституту заявив: «Стан з вирішенням національного питання вважаю насильницьким, а товаришів, що перейшли на викладання українською мовою, — ренегатами».
Вчені вважають, що поява в Україні великої кількості соціально спотворених людей, тобто «своїх» українофобів, відбулася завдяки цілеспрямованій політиці русифікації й асиміляції з проголошенням ідеї «зближення та злиття нації», яку здійснював брежнєвський тоталітарний режим.
Із проголошенням незалежності український народ повернувся до свого національного коріння, намагаючись відродити історичну пам'ять, культуру, традиції, національний дух, але таке природне зростання націоналізму зіткнулося з нарощуванням нової хвилі українофобії. В незалежній Україні росіяни де-юре позбулися статусу панівної нації, і ця формальна зміна статусу — з панівного на «національну меншину» — була болісно сприйнята багатьма росіянами, що призвело до зростання різноманітних проявів українофобії.
Великою мірою упереджене ставлення до української держави та українців в Україні наслідує українофобські настрої в Росії й у багатьох випадках місцеві представники антиукраїнських рухів сповідують ті ж імперські ідеї, що й споріднені організації в Росії. Одним із яскравих прикладів експорту українофобії в Україну є Євразійська Спілка Молоді — радикальна молодіжна організація, спонсорована Євразійським рухом Олександра Дугіна. Ця організація не тільки не приховує своєї ненависті до України, але й звинувачується в організації нападів на державні і приватні організації України та закликає до порушення територіальної цілісності країни. В жовтні 2007 р. Євразійська Спілка Молоді взяла відповідальність за акт вандалізму, внаслідок чого був знищений Герб України на вершині гори Говерла. В деяких регіонах України рішенням суду діяльність цієї організації була заборонена. Показовим фактом розповсюдження українофобії в Україні є приналежність таких українських політиків, як Наталія Вітренко та Дмитро Корчинський до Вищої Ради Міжнародного Євразійського Руху — організації, яку звинувачують не тільки у відвертій українофобії, але й у розповсюджені расизму. Комуністична партія України не тільки не засуджує прояви українофобії, але й розповсюджує українофобський твір Василя Шульгіна «Украинствующиє и мы» на своїй інтернет-сторінці.
В Україні існують також залишки минулої зневаги й упередженості до української мови та культури. Такі українофобські настрої знайшли своє втілення в лавах представників окремих політичних партій України. Так член Партії Регіонів та депутат Донецької міської ради Микола Левченко викликав хвилю невдоволення громадськості та навіть членів власної партії своїми принизливими коментарями про українську мову та літературу.
В Україні для «православних братств» характерна патологічна українофобія, що має гностико-маніхейські коріння: все українське розглядається ними як результат «диявольського відпадання малоросіян від Росії і російської культури».
За часів УРСР в великих урбанізованих містах, особливо в робочих районах на хвилі поширеної побутової українофобії відбувалися спонтанно-організовані масові зіткнення між російськомовною молоддю і переважно україномовними мешканцями гуртожитків і прикордонних до цих районів селищ. Наприклад у 1980-х роках на заході Києва в масових сутичках приймали одночасно сотні молодих людей, очолюваних подекуди кримінальними елементами. Основною ознакою за якою молодики визначали супротивника була українська мова.
Українофобія в Україні — явище «позакультурне й параноїдальне, бо воно протистоїть громадянській нормі, прийнятій в усьому світі, коли чужий поважає народ, серед якого живе». Українофобію роздмухують ті, що нездатні запропонувати жодного позитиву й використовують ненависть до української мови й НАТО у неосвічених і задурених людей.

### Влада
Окремі політики вважають, що українофобія є характерною ознакою режиму Януковича. Науковець Євген Костюк вважає, що за часів президентства В.Януковича українофобія влади є тотальною — і не лише культурно-історична, але й соціальна. Він стверджує, що, знищивши духовні підвалини існування української нації, утримувачам режиму, буде значно легше визискувати українців економічно. Прагнучи перетворити українців на безправний і бездумний натовп, влада нищить їхню мову та культуру, топчеться по історичній пам'яті, робить українську націю упослідженою на власній землі..
На думку В.Наливайченка весь уряд України сьогодні живе українофобією, він також звертає увагу, що «про це кажуть навіть закордонні організації і дивуються, що міністр освіти ставить під сумнів соборність України» (йдеться про звіт організації Freedom House, де зокрема вказується, що позиція Д.Табачника «руйнує дух національної солідарності»). Також В.Наливайченко стверджує, що міністр-українофоб Д.Табачник та «інші українофоби, які на державних посадах, за кошти українських громадян, ведуть політику, яка шкодить національній єдності та незалежності України: витісняють українську мову із освіти, теле- та радіоефіру, закривають україномовні школи, фальсифікують історію, протиставляючи українців між собою». Такої ж думки дотримується В.Шкляр, який стверджує, що ксенофобія в Україні культивується владою на державному рівні, «адже посаду міністра освіти й науки обіймає відвертий ксенофоб Табачник». В.Шкляр каже: «владні україноненависники кажуть нам в обличчя, що тут, на нашій землі, можна ображати лише українців і більше нікого». Він впевнений, така політика обійдеться владі дуже дорого. М.Рябчук стверджує, що у чинній владі, яка здійснює політику подальшої марґіналізації та русифікації україномовного населення, на чільних виконавчих посадах «упевнено красуються запеклі українофоби на кшталт Табачніка, Костусєва чи Саламатіна». Ю.Тимошенко вважає, що «нову країну» будують українофоби і що влада Януковича «боїться і не розуміє всього українського, яке чуже для них за духом і не потрібне за змістом.».
На День української писемності та мови, 21 лютого 2011 р. українські письменники оприлюднили звернення до співгромадян з приводу «повзучої політичної війни проти цінностей, що складають підвалини української ідентичності», в якій вони виступили проти «роздмухування ксенофобії» і зауважили, що «країну роз'єднує не мова, українська чи російська, країну роз'єднує провокаційна, агресивна українофобська політика уряду, що старою як світ тактикою „розділяй і владарюй“ намагається відволікти увагу народу від власних економічних та дипломатичних поразок». На думку О.Донія сьогодні при владі безкультурні українофоби, які пропагують російський націоналізм — тобто люди, які ненавидять Україну. Я.Кендзьор заявляє, що «команда Януковича продовжує знищувати українство в Україні». Л.Буняк згадує, що ще за часів Президента В. Ющенка «українофоби та україножери різних кольорів та мастей» вільно вели різку антиукраїнську агітацію та пропаганду на телебаченні, радіо, в пресі, також він вважає що тепер «україножери мають більшість у Верховній Раді» і що під крилом «кримінально-олігархічної влади позбирались україножери та українофоби, словом, всі ті, хто зветься „п'ятою колоною“ під зверхністю двоголового орла».
На думку О.Тягнибока «так звана адмінреформа Януковича» є посиленням українофобії через «зміцнення у владі одіозного українофоба Табачника і ліквідацію Українського інституту національної пам'яті». Він також заявив, що сьогодні українофобія не знаходить належної відповіді з боку влади та правоохоронних органів, «більше того, саме потурання чи безпосередня участь останніх уможливлює українофобські дії». ВО «Свобода» вважає неприпустимим підігрівання антиукраїнської істерії в суспільстві, «потурання цьому з боку місцевої влади в окремих регіонах України, байдужість, а інколи і відверто українофобські дії з боку центральної влади та правоохоронців», також свободівці стверджують, що «убивство українця Максима Чайки у Одесі стало наслідком бездіяльності влади та правоохоронних органів на прояви українофобії». Програма ВО «Свободи» містить пункт про запровадження кримінальної відповідальності за прояви українофобії.
3 березня, інтелігенція Львова звернулась відкритим листом до Голови ВР України та народних депутатів стосовно позиції Міносвіти у сфері мовної та літературної освіти, яку вона охарактеризувала як «антиконституційну, непрофесійну та українофобську». Політв´язень комуністичних таборів Ірина Калинець у своєму зверненні до Президента «Припинити сваволю україножерів!» наголошує, що в Україні не відстежуються прояви порушення прав людини та прояви національної, расової чи етнічної дискримінації, особливо з боку чиновництва, зокрема, україножерного, і ставить запитання чому мають право на працю україножери — ті, хто обзиває українців «хохлами», а їхніх дітей — «помаранчевими крисами», натомість українці в низці випадків безробітні або ж заробляють на шматок хліба на роботах, які далеко не відповідають ані їхньому фахові, ні освіті, ні можливостям.
Науковці вважають, що безвідповідальність нардепів-українофобів за паплюження в залі парламенту Української держави та її Конституції, зокрема державного статусу української мови, є можливою через особливості Конституції, яка не передбачає відповідальності за її порушення в стінах парламенту.
Академік Іван Дзюба у своїй книзі «Нагнітання мороку. Від чорносотенців початку XX століття до українофобів початку століття XXI» доводить, що у незалежній Україні, за підтримки правлячої олігархії та залежної політичної еліти, «відбувається системна компрометація національних історичних та культурних цінностей і насаджування ідеології російського неоімперіалізму». Автор цитує джерела, які демонструють, що усі кроки міністра освіти України Д.Табачника та його соратників уже були прописані сто років тому, зокрема і київським цензором Сергієм Щоголєвим. Той ще у 1912 році у своїй книзі «Украинское движение как современный этап южно-русского сепаратизма» давав чіткі рекомендації, як швидко й ефективно провести русифікацію".

#### Мовна політика
| |  |
| Ліворуч: Вадим Колесніченко на мітингу на підтримку кандидата в президенти Віктора Януковича; президент Росії Дмитро Медвєдєв нагороджує Сергія Ківалова Орденом Дружби |  |

Історик Євген Костюк стверджує, що одним з головних елементів українофобської політики режиму є намагання проштовхнути Проєкт Закону «Про засади державної мовної політики», внесений до Верховної Ради відомими українофобами — депутатами від Партії Регіонів Ківаловим і Колесніченком.. А сам законопроєкт Ківалова — Колесніченка кричущим прикладом українофобії, який переконливо засвідчує ненависть нинішнього режиму до всього українського та його бажання тримати українців в рабському становищі на їх власній землі.
У відкритому листі від 04 липня 2012 р. до Президента В.Януковича від глав Церков і релігійних організацій України та заяві Ініціативної групи «Першого грудня» проголошується: 
| Схвалений «мовний» законопроєкт є фактом змови, брехні і злочину. <...> Цей документ належить традиції українофобії і ніколи не стане частиною національного політичного і правового життя нашої держави. |

### Регіони
Оксана Пахльовська вважає, що українофобія сходу та півдня України — це не вияв російської культури, а вияв російського безкультур'я, жертвою його стає також питома російська культура. Вона стверджує, що «українофобія розширює простір російсько-радянського вандалізму, змушуючи багатьох людей відвертатися від Росії, не довіряти їй і не поважати її як країну, що комплектує свою ідентичність шляхом експансії шовінізму, ксенофобії, расизму».

#### Одеса
Політологи вважають, що Одеса перетворилася на «полігон для українофобів» і що в Одесі можна «переконатися в живучості українофобської пропаганди», також відмічають, що на одеських телеканалах «відверта українофобськість багатьох телесюжетів створює якесь сюрреалістичне враження, наче усе це відбувається не в Україні». Олег Тягнибок заявив, що «Одеса — яскравий приклад українофобії, що панує в нашому суспільстві». Науковці стверджують, що через проведення в Одесі кампанії українофобії, в місті стало важко працювати, навчатися, хоча на їхню думку Одеса не вибрана центром антиукраїнських настроїв (задіяно весь Південь і Схід), просто вона виділяється в цьому сенсі.

#### Закарпаття
Науковці називають три основні джерела, з яких усе активніше поширюється українофобія на Закарпатті:
1. неорусинський рух;
2. цілеспрямований вплив інших держав;
3. використання церкви для розпалювання нетерпимості у регіоні.

Доктор філологічних наук, професор Любомир Белей у доповіді «Українське Закарпаття поч. XXI ст. під натиском українофобії та асиміляції», в якій він характеризує ситуацію із численними проявами українофобії в українській частині Закарпаття, зазначає:

| «У Закарпатській області ще з часів розвалу СРСР було активовано радикальний антиукраїнський та українофобський політичний неорусинський проєкт, який і нині активно підтримують Москва, Будапешт, Братислава та деякі політичні кола в Україні» ... Утім, ситуація в регіоні не є критичною. Сепаратистські рухи на Закарпатті не є масовими і популярними. Їхнє існування можливе лише через бездіяльність української влади у сфері захисту національних інтересів» |

#### Крим
Під впливом певних політичних рухів Росії спостерігається поширення українофобії в Криму. В цьому регіоні України, навіть у парламенті автономії з вуст віце-спікера та головного редактора «Кримської правди» Михайла Бахарєва у 1997 році лунали українофобські тези та ідеї схожі з висловлюваннями російських українофобів:
| Немає такої української мови. Це мова черні… Це мова, яку штучно придумали Шевченко й інші авантюристи. Я вам скажу більше — немає і такої нації «українці», як і немає ніякого майбутнього у Української держави. Ми просто зобов'язані поставити заслін українізації…[94]. |
Також місцеві українські організації півострова звертають увагу на посилення українофобських настроїв та нехтування правами етнічних українців у цьому регіоні. Члени громади вказують на те, що українську мову фактично вилучили з користування попри положення Конституції і незважаючи на це, на півострові продовжуються спекуляції про утиски російської мови. Іншим українофобським заходом в Криму також вважають[хто?] «музей української окупації Криму», який планували відкрити проросійські організації кримської автономії та Севастополя.
У вересні 2012 року активісти російського націоналістичного руху в Криму закликали ліквідувати державний статус української мови та виступали з відвертими ксенофобськими і нацистськими заявами.
У квітні 2013 року, в Сімферополі, рекламна агенція «Vnimanie», на головній сторінці свого сайту розмістило зображення з українофобськими написами «Убий у собі українця» (рос. «Убей в себе украинца!»), «Досить мукати на мові!» (рос. «Хватит мычать на мове!»).

#### Донбас
Українофобія на сході України, а саме в Донецькій та Луганській областях ширилась ще з 1990-х років, коли в цих областях створено було фактично «антиукраїнську автономію» з "вільною економічною зоною «Донецьк», з вбивствами українських патріотів, закриттям українських шкіл, плеканням антиукраїнської позиції ЗМІ, місцевих чиновників та формуванням суспільної свідомості людей, «каторих нікто нє паставіт на калєні». За роки панування в регіоні, намагаючись створити якусь іншу ідентичність, а по суті просто імпортуючи російську пропаганду через брак своєї, Партія Регіонів виховала з малоосвіченого населення багатотисячну масу українофобів, яка в 2014 році люто відгородилися барикадами від усього світу Оглядачі в 2014 відзначають що Донецька та Луганська області є розсадниками русофільства та українофобства, що вилилось в сепаратистські заворушення, референдуми про федералізацію, створення псевдореспублік, та в звичайний тероризм, де в зонах, що контролюються терористами, людей, які розмовляють українською, ув'язнюють та катують до смерті

### Вибрані факти українофобії
| Дата                | Місце    | Форма | Реакція держави\правова оцінка | Потерпілий        |
| 2006                | Луганськ | Відмова в наданні освіти українською мовою | Судовий позов потерпілого на Східноукраїнський національний університет. Задоволення клопотання позивача. Суд визнав протиправною діяльність Східноукраїнського національного університету ім. В.Даля щодо мови навчання стосовно Мельничука Сергія Андрійовича. Суд постановив стягнути з університету на користь Мельничука на відшкодування моральної шкоди 1000 гривень. | Сергій Мельничук  |
| 29 грудня 2006 року | Луганськ | Напад після прямого ефіру на луганському телеканалі «ІРТА». Струс мозку. | Порушена кримінальна справа проти потерпілого, якого звинуватили у хуліганстві. | Сергій Мельничук  |
| 2 липня 2012 року   | Київ     | Образливі висловлювання. Депутат від Партії регіонів Вадим Колесніченко в ефірі телеканалу ICTV заявив, що не вважає українською мовою діалекти, якими говорять на Львівщині та Галичині. | Відсутня | Неперсоніфіковано |
| 13 липня 2012 року  | Луганськ | Напад на члена Комісії людських та громадянських прав Світового конґресу українців, а згодом викрадення фотодоказів побиття.                                                              | Відсутня | Сергій Мельничук  |
| 20 липня 2012 року  | Одеса    | Побиття відвідувачів магазину за використання української мови. | Відсутня | Андрій Анікеєнко  |
| 26 липня 2012 року  | Київ     | Напад у власній квартирі на активістку мовної акції протесту під Українським домом. Завдання легких побоїв, заподіяння струсу мозку.                                                      | Відсутня | Людмила Олексій   |

## У світі

### Австро-Угорщина
Після початку Першої світової війни в Австро-Угорщині розквітла українофобія. Однією з причин цього було те, що в середовищі українців Австро-Угорщини в другій половині XIX століття існував досить потужний москвофільський рух. І хоча він на початку XX ст. значною мірою втратив свої позиції, але в умовах воєнної істерії погано «послужив» для підавстрійських українців.
Тисячі галичан (як москвофілів, так і не москвофілів) було заарештовано за підозрою в нелояльності й вислано до спеціальних таборів у глибині Австрії, де їх роками тримали без суду й слідства. Лише у Львові 20 серпня 1914 р. влада заарештувала майже 1200 чоловік, більшість із яких опинилася в сумнозвісному концентраційному таборі Талергоф. Кількість в'язнів у цьому таборі сягала 30 тисяч чоловік, з яких від важких умов та хвороб померло майже 2 тисячі. Особливо посилювалися репресії проти українців під час наступу російських військ. Військові трибунали за щонайменшою підозрою виносили смертні вироки.

### Єврейська громада
Український і єврейський народи мали досить складну історію стосунків протягом багатьох сторіч. Такі події української історії, як визвольна війна Богдана Хмельницького, становлення Української Народної Республіки та Друга світова війна ознаменувалися також трагічними подіями, погромами та винищенням євреїв в Україні. Разом з негативом у відносинах між двома народами існував і існує безліч прикладів добросусідства і взаємодопомоги. Україна займала третє місце в світі за чисельністю єврейського населення. Роками всередині єврейських громад України та й зовні, будувався і плекався міф про українців, як природжених погромників та вбивць. У відповідь, серед радикальних кіл України поширювалися теорії єврейської змови, вини усіх євреїв у терорі більшовизму, Голодоморі, тощо. Низка спостерігачів відмічає войовничо українофобську риторику деяких авторів, які фактично ототожнюють українців з антисемітизмом, надмірно зосереджуються тільки на злочинах, перебільшують вину українців та ігнорують позитив в україно-єврейських стосунках. Розпалювання українофобії сягнуло такого рівня, що для створення негативного образу українця-погромника стали використовувати різні нечесні методи, в тому числі, навіть сфальсифіковані матеріали.
Одним з прикладів спекуляції на темі «природної злочинності та антисемітизму» українців став сегмент телепрограми компанії CBS «60 хвилин» під назвою «Потворне обличчя свободи» (англ. The Ugly Face of Freedom). Ця дванадцятихвилинна програма перекручувала факти та події в Західній Україні під час Другої Світової війни і звинувачувала гуртом усіх українців у злочинах декількох осіб. Ця програма була розцінена як провокація, оскільки трансляція цього скандального сюжету 23 жовтня 1994 р. була приурочена спеціально до візиту президента України Леоніда Кучми до США. Основною критикою програми було розпалювання ненависті до українців на основі неправдивих і відверто вигаданих фактів про події на Західній Україні під час Другої Світової війни. Низка американських, єврейських і українських оглядачів висловили своє занепокоєння з приводу розпалювання ненависті до українців. Канадська компанія, яка транслювала цю програму вибачилася перед глядачами за упередженість цієї програми. Від імені декількох українських організацій були направлені скарги в регулюючі державні установи.
Спотворені уявлення про українців продовжують поширюватися не тільки в Ізраїлі, але й у США. Іншим прикладом такого вкоріненого негативного стереотипу про злочинців-українців у єврейській громаді була стаття Данієля Мендельсона в газеті Нью-Йорк Таймс 14 липня 2002 року, де автор повторює ті ж самі стереотипи про українців-лиходіїв «гірших за поляків та німців», і висловлює подив, що вони не збіглися з приємним досвідом відвідин міста в Україні, де жив його дядько.
Створення негативного образу українця і насаджування українофобії призвело до того, що за свідченнями деяких спостерігачів, молоде покоління ізраїльтян та євреїв загалом, мають уявлення про українців майже виключно, як про злочинців і колаборантів, незважаючи на внесок українців в розгром нацизму під час Другої Світової війни та рятування багатьох євреїв мирним населенням. Понад 4000 громадян України, які ризикуючи своїм життям рятували євреїв були проголошені Праведниками світу (1/5 від загальної кількості). Загально відомим є внесок митрополита Андрея Шептицького в рятування тисяч євреїв, в Ізраїлі поширюються вимоги зарахувати його до списку Праведників також.
Українофоби єврейського походження ставлять знак рівності між національними інтересами українців, націоналізмом і антисемітизмом і, відповідно, ліквідацію конфлікту між українцями та євреями бачать у притлумленні національних почуттів українців.

### Канада

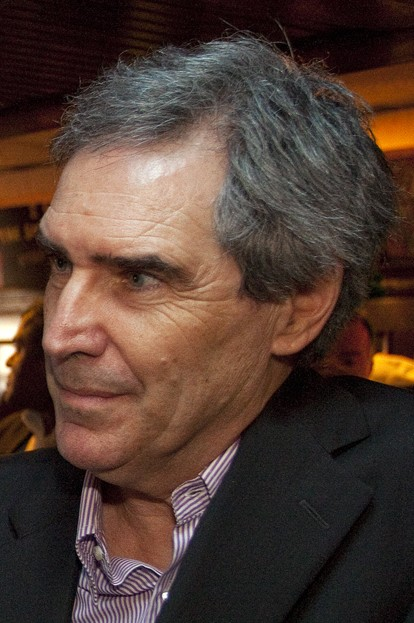
Майкл Ігнатьєв.

Українці Канади теж стикаються з проявами нетерпимості та ксенофобії. Найбільшого розголосу в Канаді набув скандал навколо кандидата від Ліберальної Партії Канади — Майкла Ігнатьєва. У своїй книзі «Кров і приналежність» (англ. Blood and Belonging) цей нащадок російських емігрантів, автор та викладач, який провів більшість життя поза Канадою, охарактеризував своє ставлення до українців таким чином:
| Українська незалежність асоціюється в мене з селянськими вишиванками, гугнявими звуками народних інструментів, фальшивими козаками в шароварах і чоботах, злісними антисемітами. Причиною того, що мені складно сприймати по-поважному Україну, лежить значно глибше, ніж моя проста звичка запідозрювати в усьому націоналізм. У глибині моєї душі, я, як сказали б українці, є великоросом і маю ще залишки старої російської зневаги до цих «малоросів». Українці зараз мають державу. Але чи насправді вони є нацією?[130] |
На момент висування цього кандидата від міста Торонто відбувся гучний протест громадськості проти номінації кандидата з українофобськими висловами на місце в парламенті країни. Іншою критикою була дуже швидка та недемократична номінація від Ліберальної Партії, яка не враховувала таке контроверсійне минуле кандидата, а також ставлення місцевої громади до нього.

### Польща

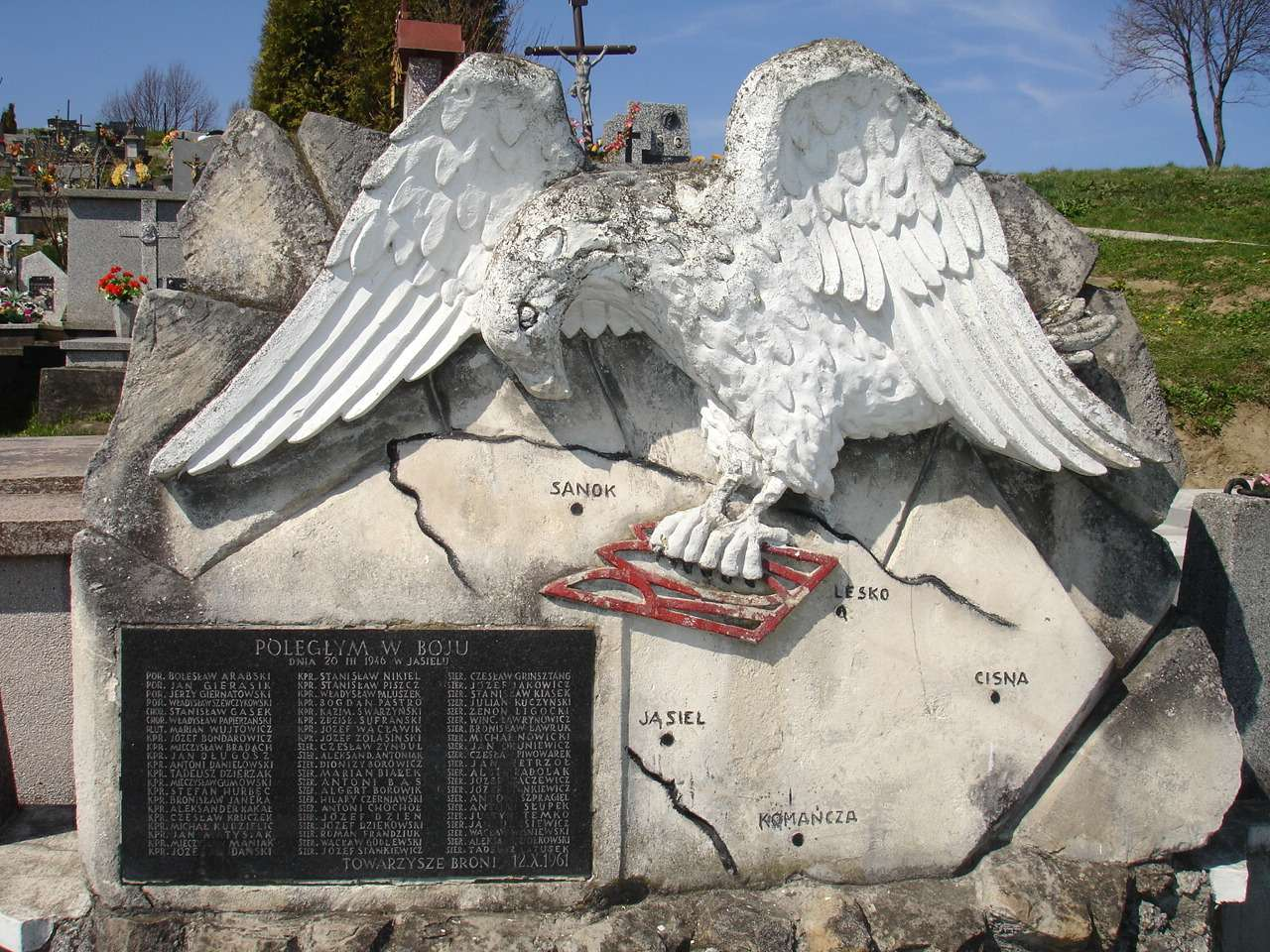
Могила польських солдатів, загиблих у боях з УПА. Білий орел топче тризуб.

Історія відносин польського та українського народів має багато неприємних і болісних сторінок — починаючи від визвольної війни Богдана Хмельницького і закінчуючи взаємною ненавистю і злочинами один проти одного під час Другої світової війни. Українці згадують з жалем такі антиукраїнські події, як «Пацифікацію» та «Операцію Вісла» так само, як поляки з болем згадують вбивства мирного населення у Волині. Однак, з обох боків були вжиті дійові заходи для примирення обох народів, які мали б бути зразком добросусідських відносин. 2 грудня 1991 року Республіка Польща першою серед зарубіжних країн визнала державну незалежність України.
Попри цей позитив у польсько-українських відносинах, деякі спостерігачі звертають увагу на намагання декотрих осіб у Польщі далі спекулювати на складному минулому народів і загострювати увагу тільки на негативі. Занепокоєння викликає організація виставок про злочини українців, встановлення пам'ятників, які сприятимуть тільки розпаленню ненависті між народами. Злочини під час війни та після неї, на жаль, відбувалися з обох боків, але надмірна увага на дії тільки українців викликає незадоволення українців як у Польщі, так і в Україні. В Україні такі дії польської сторони кваліфікуються як розпалювання українофобії і ворожнечі між народами і руйнують той позитив у відносинах, що був досягнутий останніми роками.
Деякі українські організації Польщі також висловлюють занепокоєння в зв'язку з хвилею анти-українських акцій під час проведення фестивалю української культури в польському місті Перемишлі влітку 1995 року. Під час проведення фестивалю були не тільки численні погрози проти учасників, але й акти вандалізму, анти-українські написи та плакати, був вчинений підпал офісу Українців Польщі. В деяких місцях країни анти-українські напади, акти вандалізму набувають організованого характеру і спрямовані передусім на центри української культури, школи, церкви, пам'ятники.
5 лютого 2010 року ВО «Свобода» виступило із заявою щодо проявів українофобії та шовінізму у Республіці Польща. Заява була спрямована Надзвичайному і Повноважному Послу Республіки Польща в Україні і всім Генеральним консулам Республіки Польща в Україні. В заяві ВО «Свобода» висловлює «стурбованість черговим проявом українофобії та шовінізму у сусідній Республіці Польща», зокрема називають «відверто антиукраїнськими» заявами у ЗМІ «представників польської влади, що заперечують визнання в Україні Степана Бандери та представників ОУН-УПА героями». ВО «Свобода» також вважає, що «позиція Польщі щодо визнання Степана Бандери та ОУН-УПА є втручанням у внутрішні справи України» та закликає владу Республіки Польща «припинити здійснювати кроки, що нагнітають антиукраїнську істерію та ображають національну гідність українців».

### Росія

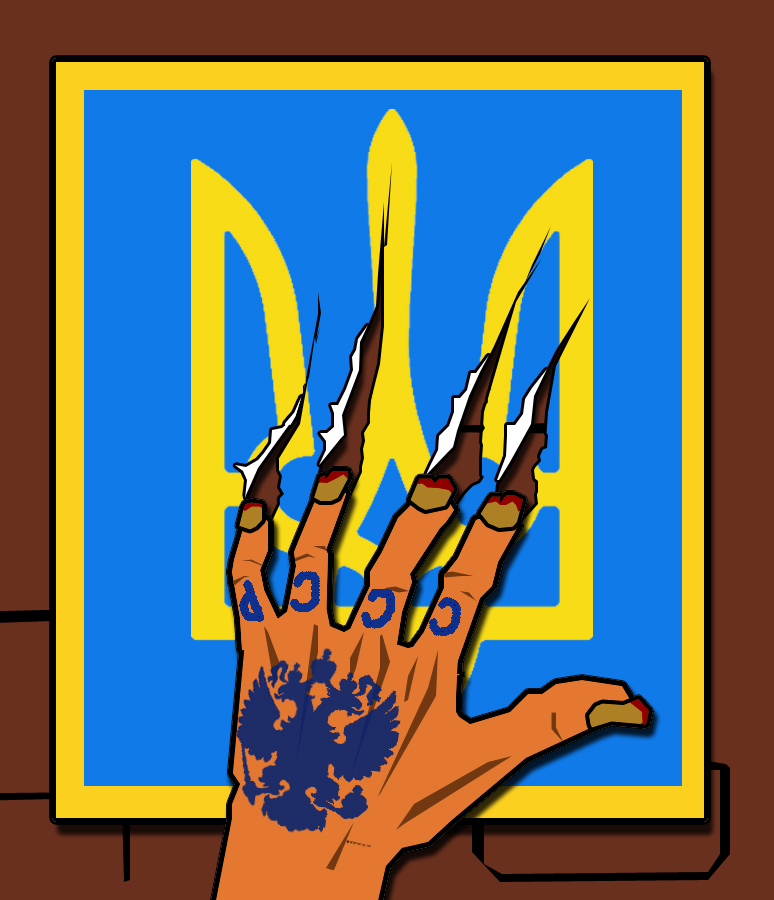
Малюнок «Українофобія»

Історик Тетяна Таїрова-Яковлева зазначає, що українофобія в Росії була завжди, особливо з другої половини XVIII століття. В Росії спостерігається значне поширення українофобії та насаджування ненависті до України і українців. Українофобія стала частиною державної політики й найважливішою складовою російської пропаганди. Іван Драч стверджує, що „у Росії ніколи не було, немає і поки що не передбачається іншого інтересу в Україні, ніж винищення до решти, до ноги, до пня української нації“, тому, на його думку, „від найрафінованішого філософа до найзахланнішого п'яниці надто в багатьох росіян вкладено справді фатальну одержимість українофобією“. На систематичну українофобію у цій країні звертають увагу численні заяви українських громад РФ, які навіть характеризують українофобію, як державну політику Російської Федерації. Науковці вважають українофобію „елементом російської історичної традиції“.
Представники українських організацій звертають увагу на переслідування українців, українських установ та членів української громади в Росії: в Москві націоналістичні організації проводили активну кампанію проти бібліотеки української літератури і домоглися її закриття, вбивства декількох активістів української громади досі не були розкриті, проти інших членів громади вчинені замахи.
Українофобські заяви в цій країні лунають від різних впливових осіб держави і навіть від представників законодавчої влади, як наприклад від заступника спікера Державної Думи (парламенту) Росії — Володимира Жириновського:
| Ніякої України немає, а в Києві, як і в Мінську, має сидіти російський губернатор. (…) Дійсними кордонами Росії є ті, які були у вересні 1917 року (…) Усіх вас ми відправимо до Сибіру, вас не будуть розстрілювати. Українці потрібні як замерзлі музейні експонати [153]. |
Крім того, впливові представники Росії, такі як мер Москви Юрій Лужков були неодноразово звинувачені у розпалюванні ненависті. Деякі з них були визнані персонами нон-ґрата в Україні і їм був заборонений в'їзд до країни. Ряд приватних осіб та організацій РФ втручаються у внутрішні справи України і насаджують ненависть до України. Представник і засновник Євразійського руху, Олександр Дуґін не приховує свого ворожого ставлення до самої ідеї існування України:
| Україна як самостійна держава являє собою велику небезпеку для всієї Євразії.[155] |
Російській тележурналіст Максим Шевченко вважає, що „фон українофобії існує практично во всіх російських ЗМІ“.
В Росії існують і діячі культури, які транслювали нав'язану їм українофобію як, наприклад, Михайло Задорнов, Іван Охлобистін, Сергій Лук'яненко, Йосип Кобзон, Еліна Бистрицька та ін. З усіх їх у свій час лише Іван Ургант знайшов у собі сміливість, щоб покаятися за вчинену помилку побутової українофобії.
Українофобія була вибором російської еліти, а через масову її пропаганду в ЗМІ українофобія стала соціологічним фактом всього російського суспільства.
Окрім концептуальної українофобії, яка набула великого поширення в багатьох сферах російського суспільства, уряд країни не робить відчутних заходів для боротьби з побутовою українофобією і проявами ксенофобії стосовно українців в Росії. Занепокоєння багатьох викликає часте і безкарне використання образливих етнонімів стосовно українців не тільки у повсякденному житті, але в пресі і кіно. Українофобські вислови і стереотипи в таких фільмах, як „Брат-2“, „72 метри“, „Ми з майбутнього 2“ та інші, не отримали відповідної критичної реакції від органів державної влади Росії.
Українофобія в Росії має аж ніяк не побутовий характер, якою, наприклад, є ксенофобія стосовно низки інших народів — поляків чи китайців. Українофобія в Росії має не маргінальний характер, як наприклад, юдофобія в Росії, яку сповідують ряд радикальних профашистських організацій. Українофобія в Росії має офіційний публічний і масовий характер — вона підтримується російською владою, є офіційною політикою в російських ЗМІ, а завдяки інформаційній війні проти України стала фактично основою масової свідомості в його ставленні до України, українців і всього українського.
Російські експерти зазначають, що одразу після Помаранчевої революції, на російському телебаченні розпочалась антиукраїнська істерія, яка досі триває. На думку російських вчених, останніми роками в Росії поширилася й українофобія, пов'язана із газовими війнами. Російські експерти відмічають, що антиукраїнська й антигрузинська риторики є чи не головними частинами новин на російському телебаченні впродовж останніх декількох років За даними російських соціологів, радикально ставлення до України погіршилося після війни в Грузії, коли „Віктор Ющенко зайняв, як кажуть у Росії, проамериканську позицію“. Якщо у липні минулого року до України погано ставилися 37 % росіян, то вже восени — 53 %. Невдовзі ситуація стала ще гіршою: після газової війни цей показник сягнув 62 %. Це рекордні дані за всю новітню історію відносин Києва і Москви. Російські та українські соціологи визнають, що негативне ставлення до держави Україна в Росії може з часом перерости в погане ставлення і до українського народу. Вони зазначають, що антиукраїнська кампанія, яку російське телебачення проводить вже впродовж декількох років, може позначитися безпосередньо і на ставленні до українців. Російський журналіст С. Новопрудський висловив думку, що українофобія в Росії якщо й існує, то на обивательському рівні. Але він вважає, якщо інформаційна кампанія триватиме, то й українофобні настрої в Росії нарощуватимуться, тому загроза зростання побутової українофобії існує. Він пояснює це тим, що пострадянський російський народ історично схильний до такого роду фобій.
Російські українофоби досі доводять, що Україну і „українськість“ придумали вороги Росії для її послаблення і розчленування. „Удар ножем у спину“, завданий Радянському Союзу українським керівництвом у грудні 1991 року, знову підтвердив в Росії образ зрадників-мазепинців. В Росії серед інших етносів „ближнього зарубіжжя“ українці вважаються особливо близькими родичами, яким готові йти на певні поступки, їх, однак, не ставлять на один рівень із собою ні в соціальному, ні в культурному плані і досі не визнають самостійною нацією зі своєю національною державою. Більшість росіян все ще дивиться на українців як на малоросів, частину російської нації, і не розуміє, чому українці намагаються утвердити свою мову, свою культуру і власну державу. Незважаючи на урбанізацію та індустріалізацію, українці все ще вважаються в Росії нерозвинутим селянським народом, хохлами.
На думку Ігоря Лосєва, потік українофобії в Росії є свідомою стратегією деморалізації українців приниженням, головною метою якої є нав'язати колишньому колонізованому погляди колонізатора і змусити дивитися на себе очима метрополії. Він стверджує, що це робиться для того щоб знизити самооцінку українців, прищепити їм комплекс меншовартості й огиди до самого себе: „ви бидло, ви ніхто і звати вас ніяк“. Приниження намагаються зробити нормою і сформувати в українців звичку до неї, а з народом, що має таку звичку, можна робити геть усе, — вважає науковець.
Науковці стверджують, що сучасні російські українофобські пропагандисти з початку минулого століття не вигадали нічого нового: вони лише переспівують класику україноненависництва, що демонструє їх ідеологічне безпліддя й абсолютну неспроможність додати свої імена до плеяди колишніх великих українофобів, як-от Струве, Стороженко, Щеголєв, Волконський, Царинний та ін. Навіть у дрібницях їхні нинішні епігони-українофоби припускаються багатьох фактичних і побутових помилок, а намагаючись щось процитувати мовою оригіналу, спотворюють українську до невпізнання. Ігор Лосєв вважає це одним з елементів стратегії приниження, тому у нинішньому освіченому російському суспільстві демонструвати невігластво щодо України не вважається гріхом, як не вважалося і раніше.
| - Ольга Скабєєва - Володимир Соловйов - Володимир Корнілов - Євген Попов - Маргарита Симонян - Дмитро Кисельов |

#### Причини

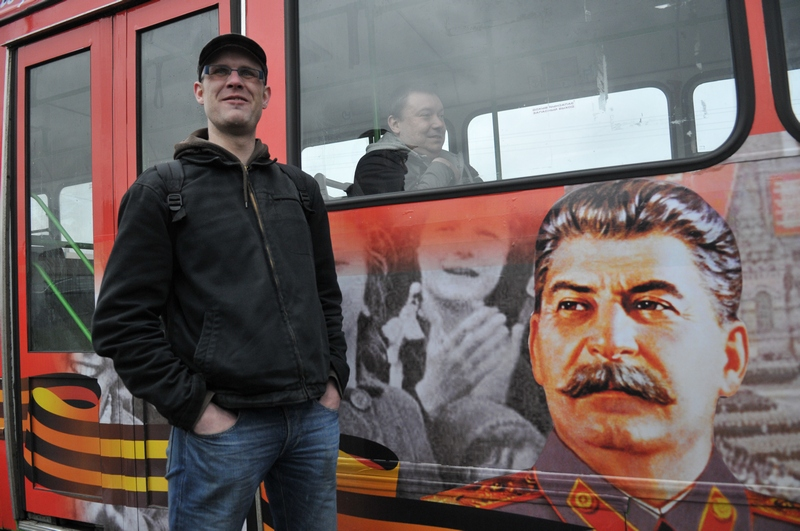
Російський „Сталінобус“. Портрет Йосипа Сталіна в монтажі на відзначення перемоги СРСР у німецько-радянській війні.

Науковці зазначають, що прояви українофобії в Росії у вигляді органічного неприйняття частиною росіян мови, культури взагалі, традицій та звичаїв українського етносу, небажання втратити політико-економічне і духовне панування в Україні — мають глибоке історичне коріння. Про це свідчать приклади з епох Петра І й Катерини II, коли навіть Біблію забороняли друкувати українською мовою. Дослідники вважають, що таким чином проявляється не тільки несприйняття культури іншої нації чи страх за її розвиток, а й шовіністична політика „великої“ нації, „спрямована на поневолення та експлуатацію інших націй, дискримінацію в економічній, політичній і культурній області“, яку, на думку науковців, можна вважати підґрунтям українофобії. Так, генерал-лейтенант Бредов під час переговорів з українським генералом А. Кравсом 31 серпня 1919 р. в Києві заявив останньому, що „Киев — мать русских городов, никогда не был украинским и не будет“.
Починаючи з XVIII століття центр Російської імперії вважав щонайменше частину українців нелояльними сепаратистами, мазепинцями. Наприкінці XIX століття було відроджено образ зрадників-мазепинців, щоб скомпрометувати представників українського національного спрямування і поєднати їх у громадській думці з поляками або австро-угорцями. Українська мова та культура й український етнос як спільнота не мали глибокої поваги, їх самобутність не визнавалася, а їхні протагоністи висміювали їх як хохлів або боролися з ними як з мазепинцями.
Російський філолог, літературознавець і політолог Олег Проскурін вважає, що українофобія виникла і поширилася в російському суспільстві як своєрідна реакція на творчість Гоголя, при цьому вона парадоксальним чином сприяла національній самоідентифікації української культурної еліти.
У „Відкритому листі до російських письменників“ Володимир Винниченко обурюється тотальною кампанією дискредитації українців у російському письменстві на початку минулого століття і пише: 
| "…сумною схильністю до "хохлацьких" анекдотів страждають за небагатьма винятками всі російські письменники. Особливо ж вона набула загрозливого, майже епідемічного характеру за останні кілька років. "Хохол" неодмінно знайдеться в кожного белетриста". І яким же він постає у російських письменників? "Завжди і скрізь "хохол" - трохи дурнуватий, трохи хитруватий, неодмінно ледачий, меланхолійний та інколи добросердечний. Про інші властивості людської психіки з цих оповідань зовсім не чутно. Понад тридцять мільйонів їх, а така дивовижна нерухомість і односторонність розвитку. Що ні постать, то або незграбний дурень, або дурнуватий ледар, або ледачий пройдисвіт. І дуже рідко це - недалекий, сентиментальний, незлий бевзь на кшталт "хохла" у М. Горького. |
Заручником українофобських забобонів вважають А.Денікіна, а його „патологічну“ українофобію пояснюють домінуючим в середовищі російських монархістів розумінням української проблеми як „антиімперської сепаратистської інтриги“, ідейним впливом монархіста Василя Шульгіна, а також польським етнічним походженням і зневажливим ставленням до українців. Навіть ядро Добровольчої армії, що складалося з донських, терських і кубанських козаків, Денікін постійно підозрював в „українських симпатіях“.
Історія свідчить, що українофобія особливо спалахує в переломні моменти розвитку і набуває в цей час цинічних і агресивних форм. Як приклад, вчені наводять випадок, коли у лютому 2000 р. Конституційний Суд України на запит 51 народного депутата виніс чітке тлумачення необхідності застосування державної мови в органах державної влади, місцевого самоврядування та навчальних закладах. Відразу ж Міністерство закордонних справ Росії у своїй ноті державному керівництву України звинуватило його у згортанні російської мови в державі, закритті російськомовних шкіл і забороні вживати російську мову, і ці надумані звинувачення підтримали місцеві українофоби.
Російські науковці припускають, що у представників правлячої сьогодні в Росії еліти та її ідеологічної обслуги присутня якась особлива нелюбов до України та її політики і вважають це різновидом нелюбові до всього, що, на їх думку, загрожує їхньому перебуванню при владі. Антиукраїнські випади за все більше звучать у російських державних засобах масової інформації і висловлюваннях політиків (апофеозом таких випадів, що не має аналогів в світовій дипломатичній практиці, в наш час залишається інтерв'ю посла Російської Федерації в Києві Віктора Черномирдіна, що ображає вищу державну владу країни свого перебування), насправді не несуть у собі будь-якого особливого, зокрема ідеологічного змісту з тієї причини, що в більшої частини правлячої сьогодні в Росії еліти та її „телевізійно-попсової“ і псевдонаукової обслуги взагалі відсутня будь-яка ідеологія — як у сфері внутрішньої, так і в області зовнішньої політики.
На думку науковців, з точки зору здорового глузду у нормального росіянина начебто немає підстав не любити сусідню Україну і близький по крові народ. Але, науковці переконані, що еліта не любить Україну та її громадськість за спробу організувати демократичний устрій і незалежний зовнішньополітичний курс, а обивателі просто „купуються“ на пропагандистські „цукерки“ типу „російського Криму“, „неспроможність української державності“ і тому подібних речей, що є суперечливими нормам міжнародного права. Втім, російські науковці роблять висновок, що як тільки постане питання про відповідальність за свій антиукраїнізм (як і за антиамериканізм), весь цей „грізний настрій“ еліти та простих росіян зникне. В той же час вони вважають, що потрібно бути уважним, адже „невідомо, що в якийсь момент може прийти в голову тим, хто в антиукраїнській пропаганді зайшов дуже далеко і від того втратили здатність розсудливо мислити“.

### СРСР
Роберт Конквест у роботі „Жнива скорботи“ (1987) про голод в СРСР початку 1930-х років, зазначає, що ще радянський дисидент академік Андрій Сахаров писав про українофобію Йосипа Сталіна.

### Угорщина
Угорський прем'єр-міністр Віктор Орбан неодноразово відзначався своїми українофобними висловами. Після того як Віктор Орбан черговий раз зневажливо висловився на адресу України, назвавши її «нічийною“ землею» та порівняв з Афганістаном, МЗС України викликав посла Угорщини для відвертої розмови. Під час російського повномасштабного вторгнення в Україну він неодноразово висловлював підтримку Росії та виступав проти надання військової та фінансової допомоги Україні.

## У мистецтві

### У поезії

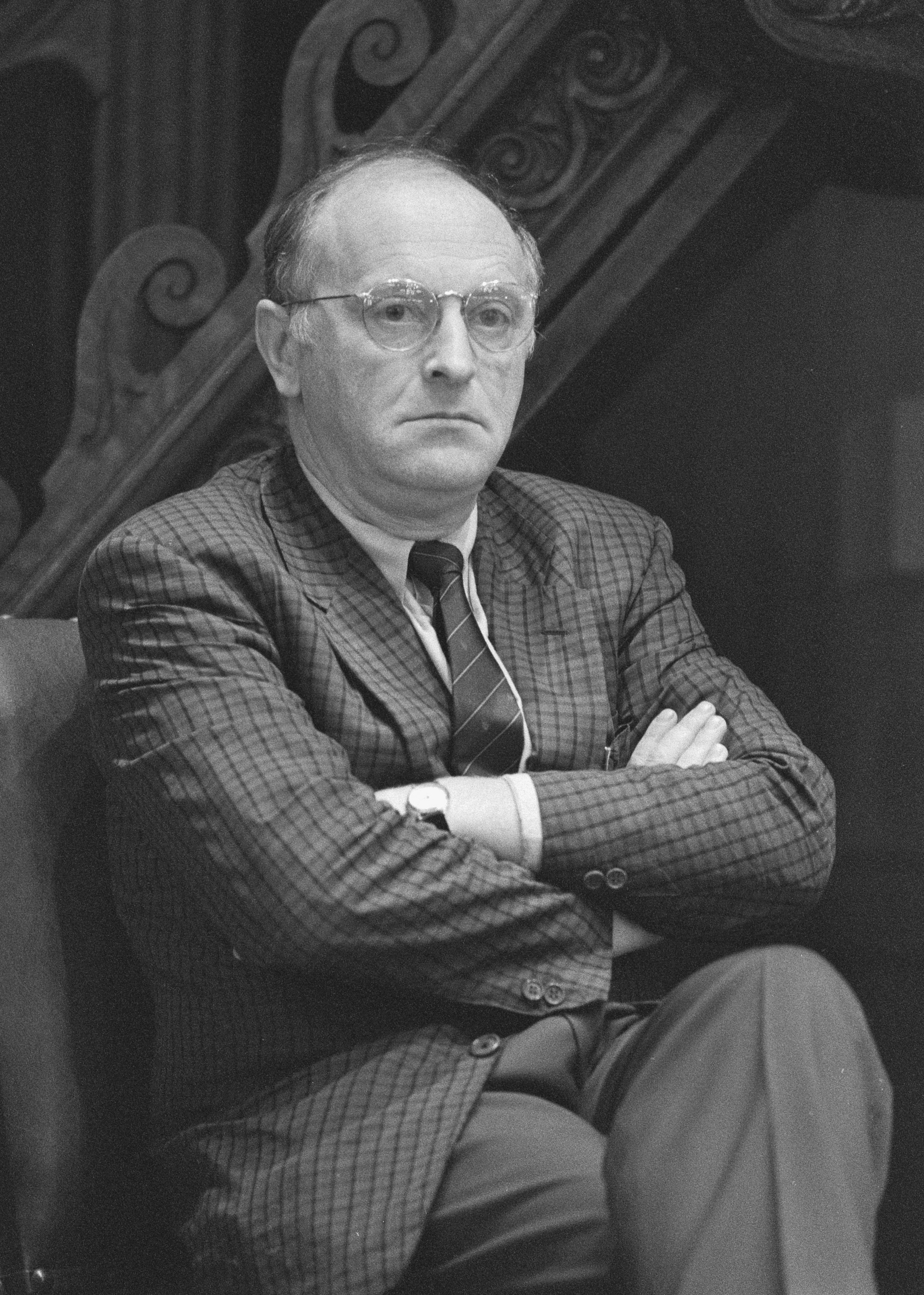
За два роки перед смертю Йосип Бродський роздумував чи не плюнути йому в Дніпро.

Зіновій Бляхарський в есе «Українофобія „от ґаспадіна Нобеля“» розглядає вірш Йосипа Бродського «Щодо незалежності України» і стверджує, що в ньому вражають не літературні чи інтелектуальні «перли», а ганебний потужний заряд «протихохлацької» жовчі та їді, якої не відчувається навіть у риториці етнічно російських фашистського штибу радикалів типу Лимонова чи Баркашова. З. Бляхарський звертає увагу на такий пасаж «Горькой вошни карбованец, семечки в полной жмене. Не нам, кацапам, их обвинять в измене…» і вважає, що ображаючи «хохлів», Й. Бродський одночасно підкреслює свою обрану національність, належність до якої далі за текстом повинні підсилювати лайливі звернення і посилання «на три букви…». З. Бляхарський стверджує, що у «творі» у стилі найяскравіших ксенофобських традицій минулого акцентуються хохлацька недолугість, підступність, лукавство, егоїзм та хтивість, який він називає «патентованим набором російських українофобів». На думку автора есе, Й. Бродський, розкидаючи слова по тексту, глузує з наших національних символів: прапора, «гетьманів-вертухаїв», Дніпра, Шевченка (як протиставлення великому слову Олександра Пушкіна «брехню Тараса»). З. Бляхарський зауважує, що теж мимохідь, уподібнюючись до В. С. Черномирдіна, Й. Бродський відкидає думку про якусь відповідальність Росії за злочини більшовизму в Україні («полно качать права, шить нам одно, другое…»).
Втім, Бляхарський стверджує, що вірш не є якимсь екстраординарним явищем — це лише звична, емоційно-поетично підсилена українофобія, яка так часто пробивається «на останній батьківщині» цього поета в середовищах російсько-єврейських емігрантів, між якими він перебував в останні свої десятиліття.

### У літературі
В есе «Українофобія під скальпелем сатирика» критик І.Сюндюков доводить, що створена у 1928 р. сатирична комедія Миколи Куліша «Мина Мазайло» не тільки про українізацію; в ній йдеться про проблему значну ширшу та драматичнішу — а саме про психологію і природу національних перевертнів, адже ця проблема є актуальною і дотепер, тому що за 80 років психологія агресивного міщанина мало змінилася, в той же час такий тип є пречудовим живильним середовищем для будь-якого шовінізму, українофобії, і, за певних обставин, також політичної деспотії. Герой п'єси Мина Мазайло — радянський службовець, мешканець Харкова, співробітник Донвугілля, який переконаний в тому, що мало не найбільшим нещастям його життя є «грубе», «мужицьке» прізвище; водночас Мазайло бере уроки «по руському правописанию». Свою відразу до всього українського Мина пояснює так: «Серцем передчуваю, що українізація — це спосіб робити з мене провінціала, другосортного службовця і не давати мені ходу на вищі посади». Також він заявляє: «Українцями звуться ті, хто вчить нещасних службовців так званої української мови». В вуста іншого персонажу тьоті Моті Куліш вкладає «перлини» шовінізму, як-от: «По-моєму, прілічнєє бить ізнасілованной, нєжелі українізірованной», «Ви серйозно чи по-вкраїнському?», «Тільки що під'їхали до вокзалу, дивлюсь — отакими великими літерами написано: „Харків“. Дивлюсь — не „Харьков“, а „Харків“. Нащо, питаюсь, навіщо ви нам іспортілі город?», або ж: «Милії ви мої люди! Яка у вас провінція, ах, яка ще провінція! Ой, яка ще темрява! Про якусь українську мову споряться і справді якоюсь чудернацькою мовою балакають. Боже! У нас, у Курську, нічого подібного!», чи про те що українська мова — це «австріяцька видумка». Критики відмічають у цій п'єсі «вражаюче пророцтво» М.Куліша, яке виголошує дядько Тарас, прорікаючи: «Їхня (більшовиків) українізація — це спосіб виявити всіх нас, українців, а тоді знищити разом, щоб і духу не було… Попереджаю!»., а також схожість з «аргументації» Мини і тьоті Моті з деякими публікаціями сучасних російських і «українських», південно-східних газет.

### У кіно

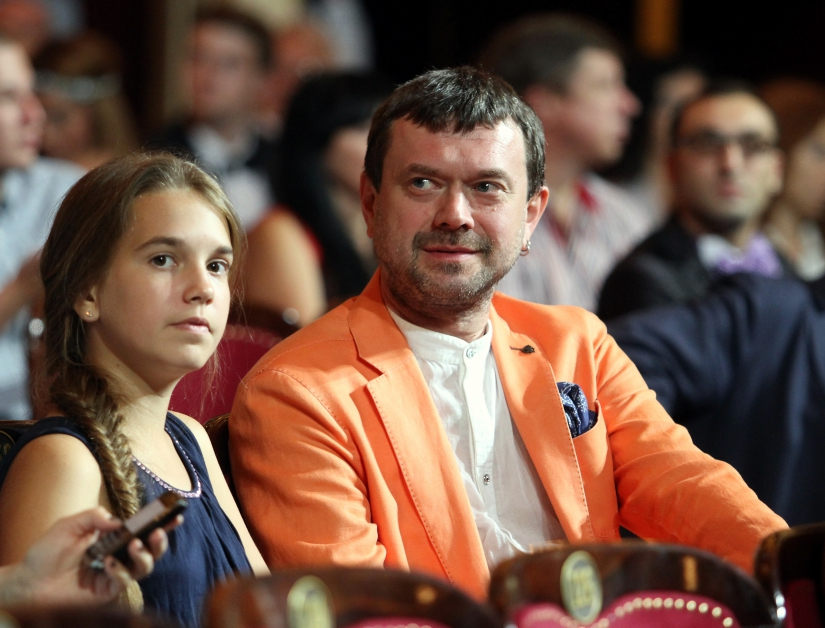
Український актор Остап Ступка зіграв роль сотника УПА в російському фільмі «Ми з майбутнього 2». Стрічку було заборонено для показу в Україні через розпалювання міжнаціональної ворожнечі.

В радянські часи на Київській кіностудії ім. Олександра Довженка вирував дух українофобії, особливо серед редакторок, котрим доручалось українські кіносценарії перекладати російською мовою, і які погано володіли українською мовою.
У російських стрічках (як-от «Брат-2», «Ми з майбутнього-2», «Матч», серіал «Біла гвардія») українці часто показані в негативному плані, відбувається маніпуляція історичними фактами, у документальних фільмах свідчать підставні особи. Андрій Іллєнко вважає, що російське кіно в останні роки показувало українців переважно, як «неповноцінних дебілів». На його думку у фільмі «Ми з майбутнього 2» Українська повстанська армія показана як «повні дегенерати, якісь п'яні», а у фільмі «Брат 2» українці показані в якомусь жахливому вигляді. У новому фільмі «Біла гвардія» також простежуються українофобські нотки. Голова Національної експертної комісії з питань захисту суспільної моралі Василь Костицький заявляв, що російські фільми «Голодомор», «72 метри» і «Полтавська баталія» мають ознаки українофобії. За словами глави НЕК, фільм «Голодомор» «дещо спотворює українську історію», у «72 метрах» українців називають «хохлами» і не зовсім чесними людьми, причому, жоден «порядний» персонаж у фільмі не є українцем. На його думку, українська історія, викладена у фільмі «Полтавська баталія», також перекручена. У фільмі «72 метри» слово «українець» не вживається, лише «хохол» — «А, так ти хохол? Точно хохол? Я так і знав, що хохол!» — так висловлюється один із головних персонажів фільму у виконанні Марата Башарова. У фільмі «Брат 2» персонажі неодноразово називають українців «хохлами», а також висловлюють на їхню адресу інші зневажливі образливі вирази. Зокрема, персонаж актора Сухорукова, розстрілюючи українців, яким автори фільму відвели роль представників етнічного мафіозного угрупування, говорить: «Вы мне, гады, ещё за Севастополь ответите». У фільмі «12» (2007) Нікіти Михалкова у складі присяжних українець постає в образі старого маразматика, який щось невиразно белькоче, бігає довкола столу босий, а у портфелі носить свічки, будильник, ободок від унітаза та інші чудернацькі речі. В «Адміралі» (А. Кравчук, 2009) саме український батальйон виявився зрадником. У фільмі «Ми з майбутнього-2» підступні бійці УПА розстрілюють мирних жителів.
Документальний фільм Вєри Кузьміної «Убить русского в себе» (2009 рік), знятий московською телекомпанією «ТВ-Центр» — одна з-поміж багатьох зразків сучасного російського агітпропу, скерованого проти України. Фільми та телевізійні програми такого ґатунку можна побачити на московських каналах «ТВ-Центр», «Россия», «Первый канал», «НТВ», «РТР-Планета». В «активі» компанії Продюсерский центр «Студия Третий Рим» чотири антиукраїнські стрічки, зняті у 2007—2009 роках: «Украина. Повторение пройденого» (фільм перший — 2007, другий — 2008), «Украина юбилейная. Битва за историю» (2009) та «Украина — ненька, матушка — Россия» (2009), демонстровані каналом «ТВ-Центр». Таку ж спрямованість має одна з серій телевізійного циклу телеканала «НТВ» «Алтарь Победы», під назвою «Каратели» (2009), програма Міхаіла Лєонтьєва «Оранжевые дети Третьего Рейха» («Первый канал», 2010) та картина канала «Россия» «Украинский национализм: невыученные уроки».
Історик Василь Расевич проаналізував численні випадки українофобії — як елемента російської історичної традиції і лейтмотиву більше сотні російських фільмів — і у травні 2012 року прочитав доповідь про антиукраїнську пропаганду у художніх і документальних фільмах російського виробництва, в якій він зробив такий висновок: 
| «За останнє десятиліття росіяни встигли зняти цілу низку фільмів і серіалів на історичну тематику. На жаль, це не безневинна мистецька гра та спроба героїзації свого минулого, це навіть не творчість, покликана скріпити внутрішній національний дух. Майже у всіх цих фільмах чітко проглядається намагання утвердити на всьому російськомовному просторі свій, злегка відкоректований під сучасних правителів, історичний канон... Росія веде дуже інтенсивну історичну політику у найрізноманітніших ділянках. Держава, яка претендує на імперський статус, у такий спосіб маркує за допомогою історичних стереотипів і кліше свій імперський простір. І проводять історичну політику тепер ніякі не комісари і політруки, а визначні митці, письменники та науковці. Оскільки більшість із них має старий радянський вишкіл, то й пропагандистський продукт виходить із «душком» з минулого. Ними «годують» у кінозалах, по телевізору. Народу розказують, що справжні їхні вороги — це підступний Захід, душехвати — католики, зрадливі наймити Заходу — галичани. |

#### Серіал«Віталька»
На думку української мовознавиці, докторки філологічних наук, професорки Лариси Масенко, втілений у серіалі образ Вітальки є виявом крайньої українофобії, а творці цього образу — расисти.
|  | Актор, котрий його грає, створює на рідкість потворний образ. Віталька — неохайний хлопець з огидною зовнішністю. Схиблений на сексі, він весь час незграбно залицяється до дівчат. Не маючи жодних шансів на успіх, недоумок повсякчас наражається на зневагу, глум і роздратування з боку всіх, хто навколо нього. І говорить Віталька такою ж огидною, як він сам, мовою. Ущербність скаліченого напівукраїнського мовлення Вітальки актор ще й увиразнює, потворно розтягуючи рота. Всі решта численних персонажів цього скетчу, крім Віталькиної матері, такої ж недоумкуватої почвари, як і він, розмовляють стандартною російською мовою. Жодного персонажа, який розмовляв би літературною українською, в серіалі немає, відтак носіями буцімто української залишаються тільки придуркуватий Віталька з такою самою жалюгідною матір’ю. Через такий промовистий портрет Вітальки, мовно протиставлений російськомовному оточенню, в підсвідомості глядачів (а серіал має успіх переважно серед дівчат) закарбовується образ української мови як мови неповноцінних маргіналів. |

### У публіцистиці
На думку І.Дзюби, для певної частини російської публіцистики саме існування України як держави є неприпустимим викликом Росії, а ідея незалежності України подається як «виплід тупого егоїзму невдячних і темних „хохлов-салоедов“», тому повправлятися в сарказмі на українські теми не проминають нагоди нерідко навіть «респектабельні» публіцисти. Академік І.Дзюба робить висновок, що в російській «імпер-патріотичній» публіцистиці панує примітивно-фарсовий рівень пародіювання української незалежницької аргументації, який наперед відкидає будь-яку перспективу вислуховування і зрозуміння. Також він вважає, що деякі російські публіцисти згодні відмовитися від Західної
України як «безнадійно зіпсутої націоналізмом, відрубати її як суху гілку, але решту українського древа все-таки взяти в свої не-
вилазні обійми».

## Реакція

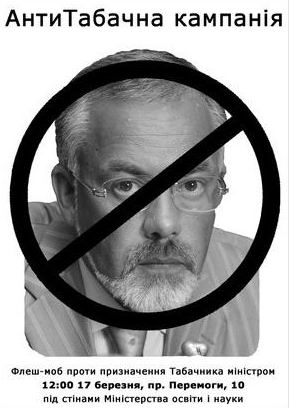
Логотип АнтиТабачної кампанії, акції, що спрямована проти міністра освіти України, українофоба, Дмитра Табачника.

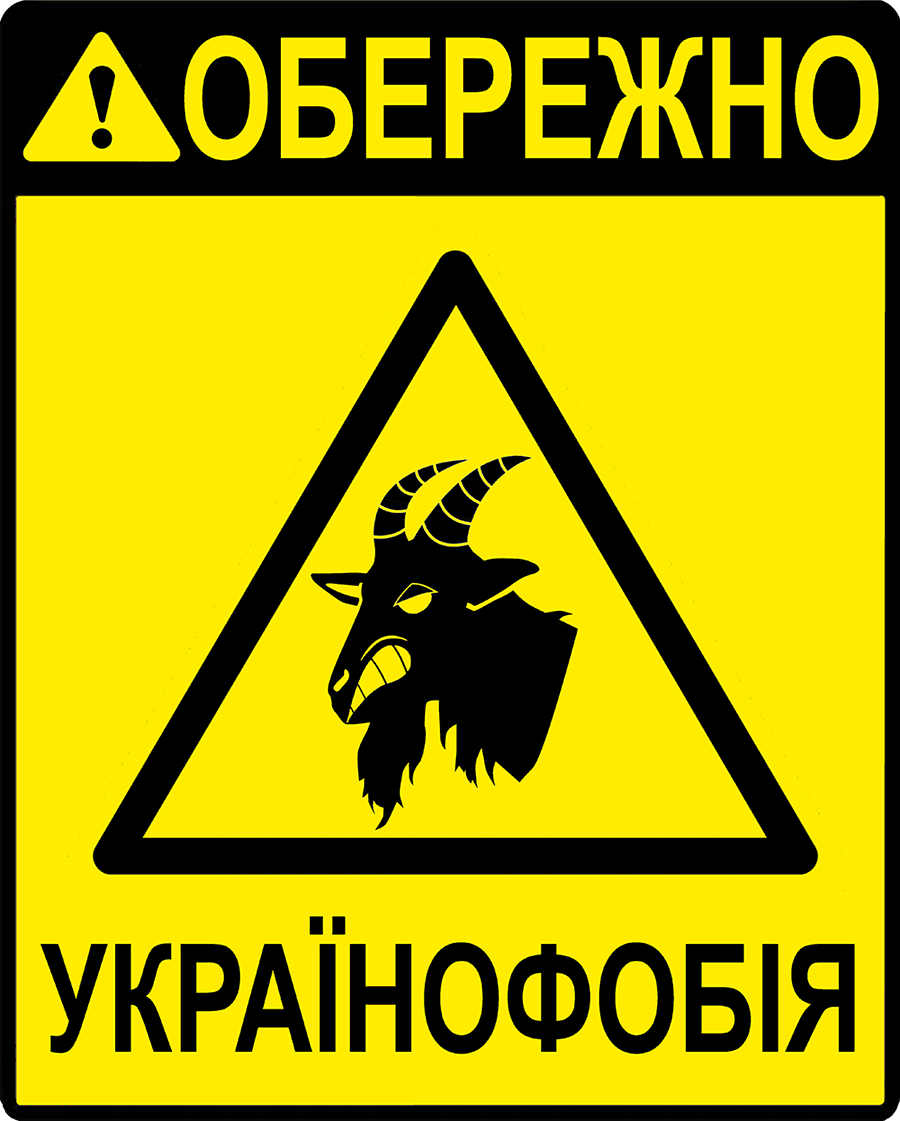
Попереджувальний знак небезпеки “Обережно! Українофобія"

Упереджене і злісне ставлення до українців, їхньої культури і мови має певну реакцію і в деяких випадках призводить до відповідного посилення ксенофобських настроїв серед українського населення. Так, як і серед інших народів, упередженість і ненависть іноді породжують ненависть і упередженість у відповідь. Однак в Україні одним з оригінальних і нових проявів спротиву шовінізму і українофобії є використання гумору і інтернету у боротьбі з цими явищами. Чи не найоригінальнішим засобом боротьби з українофобією є висміювання великодержавних стереотипів і ідей в спільноті Живого Журналу «Фофуддя». Останнім часом феномен фофудді набирає дедалі більшої популярності й поза інтернетною спільнотою, оскільки багато вбачають в ньому дійовий засіб протидії упередженості й ненависті.
Наприкінці літа 2009 року було також організоване добровільне об'єднання патріотично налаштованих українців Український віртуальний опір (УВО) — активних користувачів Інтернет ресурсів, створене для організованої інформаційної боротьби легальними методами. Місце дії Українського Віртуального Опору — інформаційний простір.
20 квітня 2010 року в Івано-Франківську відбулось театралізоване дійство «похорон українофобії». На сцені виступали «головні герої» постановки — імпровізовані міністр освіти і науки Дмитро Табачник, прем'єр-міністр Микола Азаров, голова КПУ Петро Симоненко та голова Донецького окружного адміністративного суду Каріне Абдукадирова. Також на центральну площу міста винесли бутафорну домовину з написом «українофобія», яку наповнювали основними зразками та символами сучасної українофобії.
11 березня 2011 року, у Львові в рамках АнтиТабачної кампанії на честь роковин перебування Дмитра Табачника на посаді міністра освіти і науки України відбулось урочисте «відкриття» імпровізованого вищого навчального закладу у вигляді великого дерев'яного ящика — «Інституту Українофобії ім. Д. В. Табачника». Після урочистої презентації «Інституту» на ньому встановили пам'ятну дошку червоного кольору із вигравійованими золотими буквами та портретом міністра освіти.

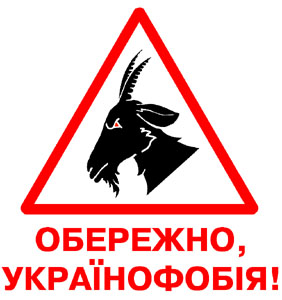
Лого семінарів «Українофобія як явище та політтехнологія».

22 травня 2012 року у Львівському національному університету імені Івана Франка відбувся перший всеукраїнський науково-практичний семінар «Українофобія як явище та політтехнологія» під час якого відомі історики, науковці, громадські та політичні діячі обговорили причини й тенденції поширення українофобських настроїв в Україні.
Другий семінар було проведено в рамках XIX форуму книговидавців 14 вересня 2012 року у форматі круглого столу «Українофобія та українське книговидання».
Третій семінар «Українофобія як явище та політтехнологія», який відбувся 28 березня 2013 року, було присвячено визначенню терміну «Українофобія».

Обкладинка збірника матеріалів 1-5 семінарів «Українофобія як явище та політтехнологія».

Четвертий та п'ятий семінари, проведені 17 травня 2013 року, мали тематику «Розстріли на карпатських перевалах у березні 1939 року: невідомий злочин» та «Міфи навколо українсько-польського конфлікту на Волині як українофобські технології».
У липні 2013 українські філологи зі всіх регіонів вирішили об'єднати зусилля та створити Книгу національної ганьби, в якій розкажуть про діяння сучасних українофобів. Ідею створити «Книгу ганьби» підтримали не лише галицькі освітяни, а й вчителі із Сходу України та Криму. За словами декана філологічного факультету Львівського національного університету Ярослава Гарасима, буде створений спеціальний сайт, на якому і будуть розміщуватися матеріали майбутньої книги.
У серпні 2014 вийшов друком 1-й випуск збірника матеріалів «Українофобія як явище та політтехнологія».

## Українофоби
У серпні 2011 р. інформаційна агенція УНІАН провела опитування серед експертів з українофобії щодо п'ятірки найактивніших українофобів часів Незалежності. Експерти називали прізвища Віктора Януковича, Миколи Азарова, Петра Симоненка, Вадима Колесніченка, Дмитра Табачника, Володимира Литвина, Михайла Кулиняка, Олександра Лавриновича, Наталію Вітренко, Олексія Костусєва, Миколу Левченка тощо. Також до українофобів зараховують депутатів Сергія Ківалова, Вадима Колесніченка, Вадима Рабіновича, Євгенія Мураєва, Максима Бужанського. До іноземних українофобів належать Володимир Путін, Олександр Лукашенко, Рамзан Кадиров, Віктор Орбан, Яків Кедмі.
До плеяди колишніх великих російських українофобів науковці відносять Струве, Стороженка, Щеголєва, Волконського, Царинного.
У теперішній час неодноразово звинувачували в українофобії Костянтина Затуліна.
Російський «Перший канал» є ледь не найголовнішим антиукраїнським рупором на російському телебаченні. Наприклад, як реакція на протести прихильників української мови проти прийняття закону «Про засади державної мовної політики», 8 липня канал випустив репортаж під назвою «В Україні трапилась нова політична криза», де свідомо перекручуються статистичні дані про стан російської мови, вказується на число 20 млн росіян в Україні та вигадано міф про подібність перекладу назви перекису водню до назви 10 % розчину аміаку.